# Andy Webster
Andrew Neil Webster (*Dundee, Escocia, 23 de abril de 1982), futbolista escocés. Juega de defensa y su actual equipo es el Heart of Midlothian FC de la Premier League de Escocia.

## Selección nacional
Ha sido internacional con la Selección de fútbol de Escocia, ha jugado 22 partidos internacionales y ha convertido 1 gol.

## Clubes
| Club                     | País       | Año       |
| ------------------------ | ---------- | --------- |
| Arbroath FC              | Escocia    | 1999-2001 |
| Heart of Midlothian F.C. | Escocia    | 2001-2006 |
| Wigan Athletic           | Inglaterra | 2006      |
| Glasgow Rangers          | Escocia    | 2007-2008 |
| Bristol City             | Inglaterra | 2008      |
| Dundee United            | Escocia    | 2009-2010 |
| Glasgow Rangers          | Escocia    | 2010-2011 |
| Heart of Midlothian FC   | Escocia    | 2011-     |

## Palmarés

### Campeonatos nacionales
| Título          | Club                   | País    | Año  |
| --------------- | ---------------------- | ------- | ---- |
| Copa de Escocia | Heart of Midlothian FC | Escocia | 2006 |
| Copa de Escocia | Dundee United          | Escocia | 2010 |
| Copa de Escocia | Heart of Midlothian FC | Escocia | 2012 |